# Frohe Weihnachten mit Tabaluga, Peter Maffay und seinen Freunden
Frohe Weihnachten mit Tabaluga, Peter Maffay und seinen Freunden ist ein Kinder-Weihnachtsalbum des deutschen Musikers Peter Maffay. Es ist Teil der Tabaluga-Albumreihe.

## Entstehung und Veröffentlichung
Die Erstveröffentlichung von Frohe Weihnachten mit Tabaluga, Peter Maffay und seinen Freunden erfolgte am 2. November 2007 bei Ariola. Es erschien in seiner Originalausführung als CD und Download mit 13 Titeln (Katalognummer: 88697 15869 2). Am gleichen Tag erschien eine Deluxeversion mit Bonusalbum (Katalognummer: 88697 17520 2), auf dem die Instrumentale zu den Stücken zu finden sind. Darüber hinaus beinhaltet es als weiteres Extra ein Notenheft.
Für die Produktion aller Lieder zeichneten gemeinsam Bertram Engel, Peter Keller, Pascal Kravetz und Peter Maffay verantwortlich.

## Inhalt und Stil
Bei Frohe Weihnachten mit Tabaluga, Peter Maffay und seinen Freunden handelt es sich stilistisch um ein Pop-Rock-Album, das als Musical für Kinder aufgebaut ist. Inhaltlich behandelt das Album überwiegend Lieder, die sich mit Weihnachten auseinandersetzen.

## Titelliste

### CD 1
1. Vorwort – 1:00
2. Arktos der Schneemann – 4:03
3. Backen für den Weihnachtsmann – 3:28
4. Brief an den Weihnachtsmann – 3:04
5. Fröhliche Weihnachten – 3:15
6. Lass es schnei’n – 3:00
7. Wenn der Nikolaus die Grippe kriegt – 3:14
8. Nikolaus kommt heute in die Stadt – 2:43
9. Schneidezahn – 3:33
10. Weihnachten in Australien – 2:50
11. Weihnachten jeden Tag – 3:02
12. Sei zu Weihnachten mal richtig lieb – 3:12
13. Winter-Wunder-Schlittenfahrt – 3:17

### CD 2
1. Arktos der Schneemann – 4:03
2. Backen für den Weihnachtsmann – 3:28
3. Brief an den Weihnachtsmann – 3:04
4. Fröhliche Weihnachten – 3:15
5. Lass es schnei’n – 3:00
6. Wenn der Nikolaus die Grippe kriegt – 3:14
7. Nikolaus kommt heute in die Stadt – 2:43
8. Schneidezahn – 3:33
9. Weihnachten in Australien – 2:50
10. Weihnachten jeden Tag – 3:02
11. Sei zu Weihnachten mal richtig lieb – 3:12
12. Winter-Wunder-Schlittenfahrt – 3:17

## Mitwirkende (Auswahl)
- Bertram Engel (Schlagzeug, Percussion, Chor 2–5, 7–13)
- Peter Keller (Gitarre 2, 3, 8, 9, 11, 12)
- Pascal Kravetz (Gitarre, Keyboards, Chor 2–13)
- Peter Maffay (Gesang, Gitarre)
- Gregor Rottschalk (Sprecher CD 1:1)
- Katrin Schröder (Chor 2–5, 8–13)
- Ken Taylor (Bass 2–5, 8–13, Sprecher 5)
- Leon Taylor (Sprecher CD 1:5)

## Chartplatzierungen
| ChartsChartplatzierungen | Höchstplatzierung | Wochen |
| ------------------------ | ----------------- | ------ |
| Deutschland (GfK)        | 25 (7 Wo.)        | 7      |